# 스카이워프
스카이워프 (Skywarp)는 트랜스포머 작품에서 등장하는 캐릭터이다. 다중우주 설정으로 다른 세계관, 다른 트랜스포머 작품의 스카이워프도 등장하나 다른 인물들이다.

## 상세
원작 세계관 에서는 시커즈 일원으로 텔레포트 기술 소유자이며  다른 작품인 BW2에서는 맥시멀로 등장한다.